# プリンスパトリック島

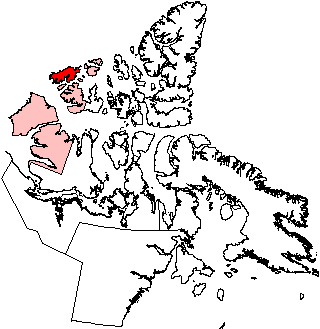
プリンスパトリック島

プリンスパトリック島（プリンスパトリックとう、Prince Patrick Island）は、クイーンエリザベス諸島の西の端に位置するカナダ領の島。ノースウエスト準州に属する。

## 概要
面積は15,848km2でカナダでは14番目に大きな島である。現在は無人島。
南東のモールドベイにはカナダの気象観測所がある。モールドベイの南東にはエグリントン島という島がある。周辺は地震地帯。
プリンスパトリック島は1853年に初めて探検された。島の名前は1911年-1916年にカナダ総督を務めたアーサー・ウィリアム・パトリック・アルバート（コノート公）にちなんで命名された。
座標: 北緯76度45分0秒 西経119度30分0秒 / 北緯76.75000度 西経119.50000度